# Alicia D'Amico
Alicia D'Amico (6 tháng 10 năm 1933 - 30 tháng 8 năm 2001) là một nhiếp ảnh gia người Argentina. Bà sinh ra ở Buenos Aires, nơi gia đình bà có một doanh nghiệp nhiếp ảnh. Bà đã điều hành một studio rất năng suất với Sara Facio trong hai mươi năm. Bà đã xuất bản sách nhiếp ảnh và trong hai mươi năm cuối đời, bà tập trung vào các vấn đề nữ quyền và các dự án cá nhân về vai trò của phụ nữ trong nhiếp ảnh. Bà dành cả cuộc đời cho nhiếp ảnh, và bà trở thành một nhân vật hàng đầu trong nhiếp ảnh Argentina.

## Tuổi thơ
Alicia D'Amico sinh ngày 6 tháng 10 năm 1933 tại Buenos Aires. Cha của bà, Luis D'Amico là một nhiếp ảnh gia địa phương và quản lý công việc kinh doanh của gia đình, một cửa hàng tên là Foto-Arte D'Amico ở Buenos Aires. Trong cơ sở này có hai phần, một quầy dành cho công chúng nói chung và một xưởng, phòng tối và phòng trưng bày gắn liền với ngôi nhà của gia đình. Ở đó, D'Amico lớn lên giữa các thiết bị nhiếp ảnh, khi bà đi học và tham gia các buổi học vẽ và âm nhạc. Khi bà mười ba tuổi, bà đã được nhận vào Escuela de Bellas Artes "Manuel Belgrano". Ở đó, bà được đào tạo nghệ thuật và bắt đầu khám phá đời sống văn hóa Argentina bên cạnh những quan điểm mang tính quốc tế hơn. Những ý tưởng mới này khác xa với quá trình sáng tạo mà cha bà đã sử dụng trong nhiếp ảnh của mình, hoàn toàn mang tính thương mại và với mục đích quan liêu. Đây không phải là cách thể hiện mà Alicia D'Amico đang tìm kiếm.
Cha của bà đã làm việc để cải thiện liên đoàn lao động của các nhiếp ảnh gia. Ông là một trong những người sáng lập Sociedad de Fotógrafos Profesionales Establecidos, và ông đã tham gia vào nhóm hợp tác đầu tiên của các nhiếp ảnh gia chuyên nghiệp. Alicia D'Amico ngưỡng mộ cha vì điều đó, nhưng nó không đủ để liên kết bà với công việc nhiếp ảnh của gia đình.

## Nghề nghiệp
Năm 1953, D'Amico tốt nghiệp từ Escuela Nacional với tư cách là một Profesora Nacional de Dibujo y Pintura. Bà gặp Sara Facio khi cả hai đang học và trở thành bạn rất thân. Năm 1955, hai người họ có một chuyến đi đến Châu Âu kéo dài một năm rưỡi. Họ có thể đủ khả năng làm việc này vì chính phủ Pháp cấp cho họ học bổng du học tại Paris. Từ Paris, họ đi du lịch đến Đức, Tây Ban Nha và Anh. Ở Paris, dự án mà họ phải phát triển để nhận học bổng là làm một cuốn sách lịch sử nghệ thuật. Điều này thúc đẩy hai người bạn đến thăm mọi bảo tàng, phòng trưng bày, trung tâm nghệ thuật và nhà hát mà họ có thể. Trong thời gian ở Paris, một ngày nọ, họ gặp một người đàn ông, người lúc đó nhận ra họ là người Argentina và đề nghị họ tham gia vào El Hogar, một tạp chí rất có liên quan vào thời điểm đó. Họ đã làm việc với một vài bài số báo được xuất bản trong tạp chí năm 1955.
Ở Đức D'Amico đã phát hiện ra một cách tiếp cận mới về nhiếp ảnh, khác với cách phát triển của cha mình. Ở đó, bà đã mua chiếc máy ảnh đầu tiên của mình, một chiếc Agfa Super Silette 35 mm. Trở về nhà, bà và Facio bắt đầu học nhiếp ảnh với cha mình, nhưng một thời gian sau đó ông qua đời. Alicia D'Amico phụ trách công việc kinh doanh của gia đình trong hai năm tiếp theo, nhưng sau đó bà quyết định đóng cửa studio.